# 마쓰다 봉고
마쓰다 봉고는 일본의 마쓰다에서 생산 및 판매하는 소형 트럭 및 승합차 시리즈이다.

## 1세대

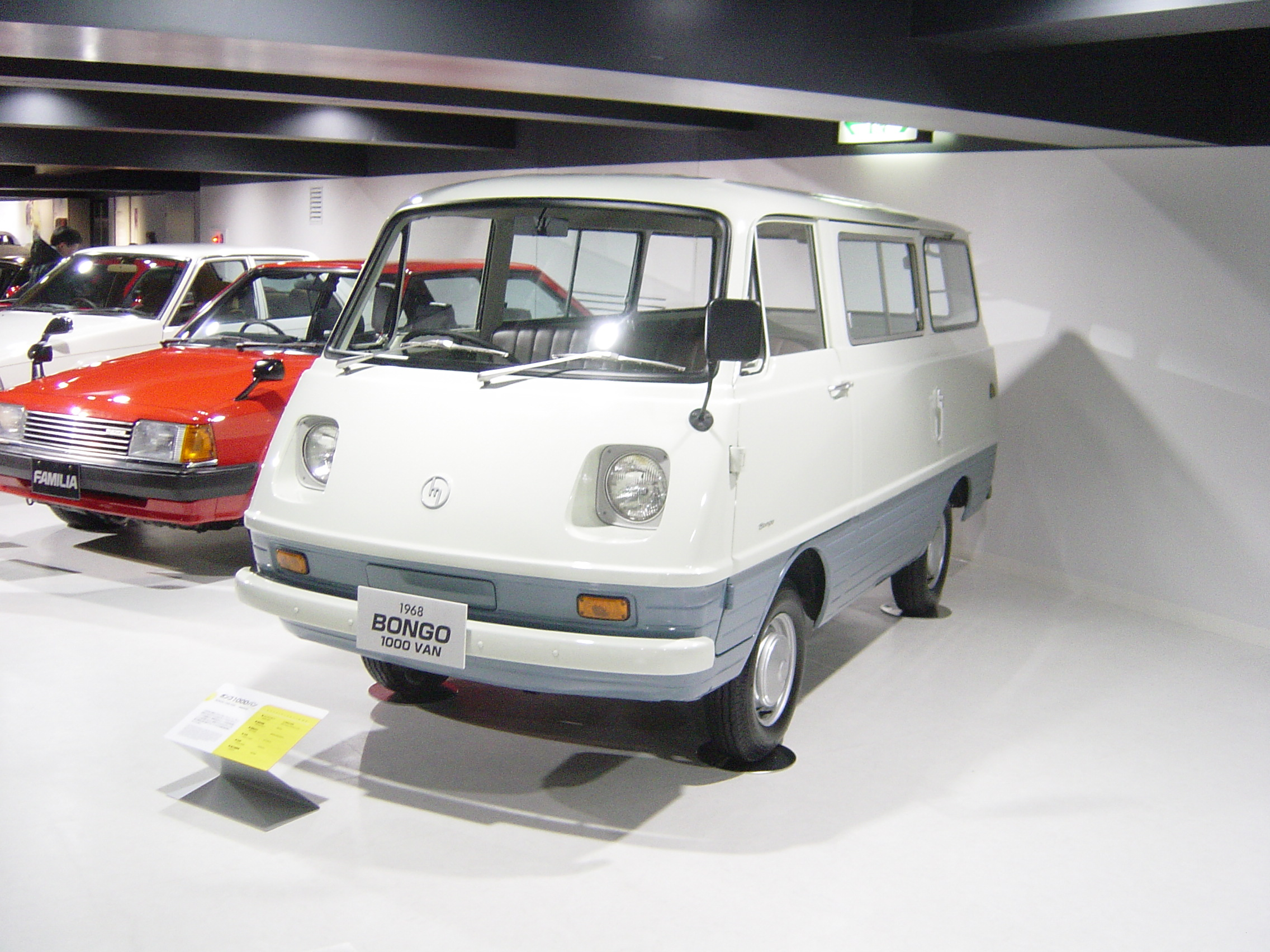
봉고 밴 정측면

1966년 5월에 출시되었다. 바디는 캡 오버 스타일 디자인이며, 구동방식은 리어 엔진 후륜구동 방식이었다. 서스펜션은 4륜 독립식 현가 장치였으며, 라인업은 승합차, 밴, 트럭으로 구성되어 있었다. 자사의 승용차 패밀리아와 공통의 직렬 4기통 782cc 수랭식 가솔린 엔진이 4단 수동변속기와 함께 탑재되었는데, 패밀리아에 비해 증가한 부하를 고려해 저속형에 높은 토크의 엔진으로 변경하였다. 1968년에 마이너체인지를 거침과 동시에 1L 가솔린 엔진으로 변경하였으며, 이에 따라 봉고 1000이라는 명칭으로 판매되었다. 1975년에 발생한 1차 오일쇼크로 인해 마쓰다가 경영위기를 겪으면서, 엔진 개량 없이 그대로 생산이 중단되었다.

## 2세대

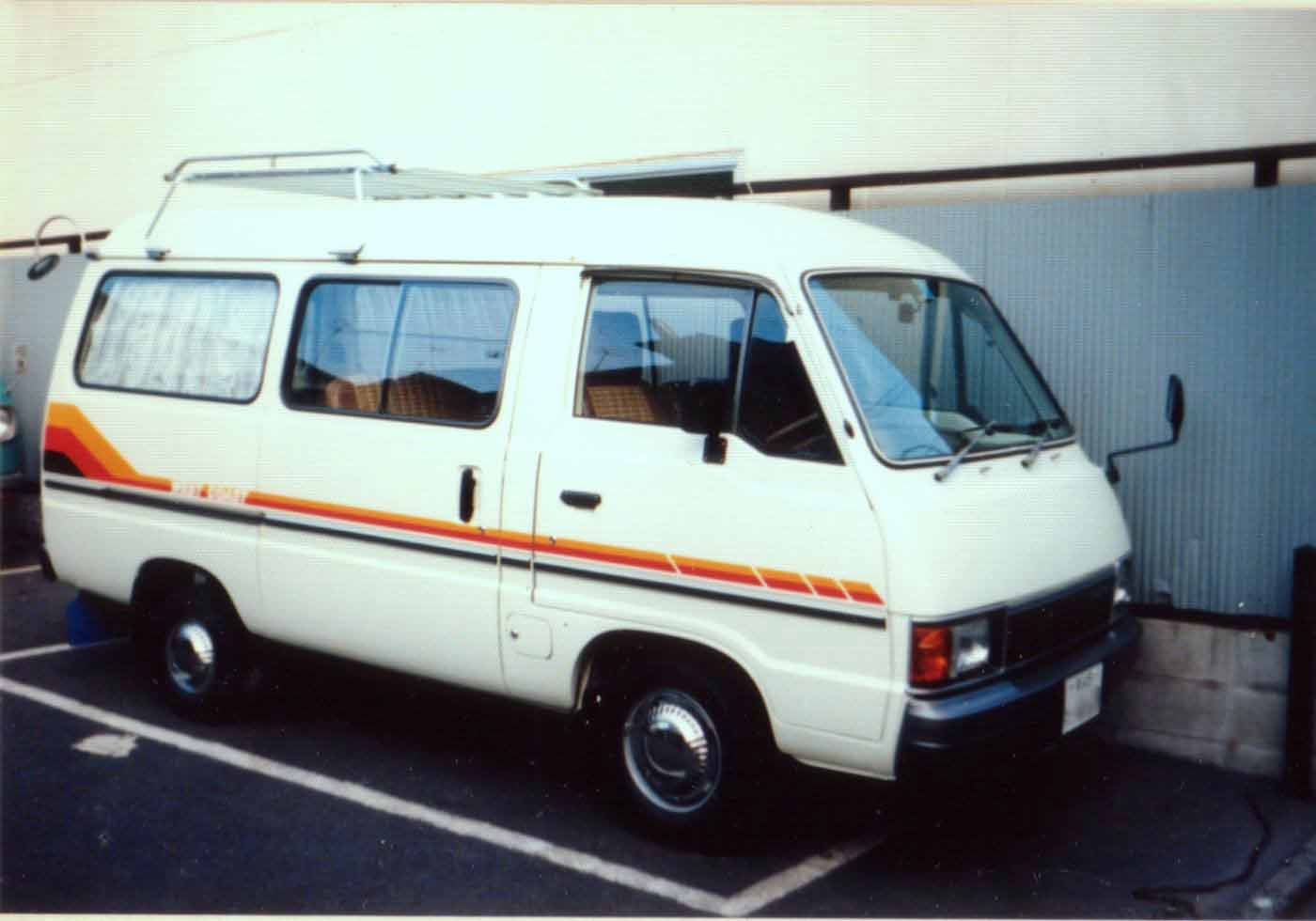
봉고 왜건 정측면

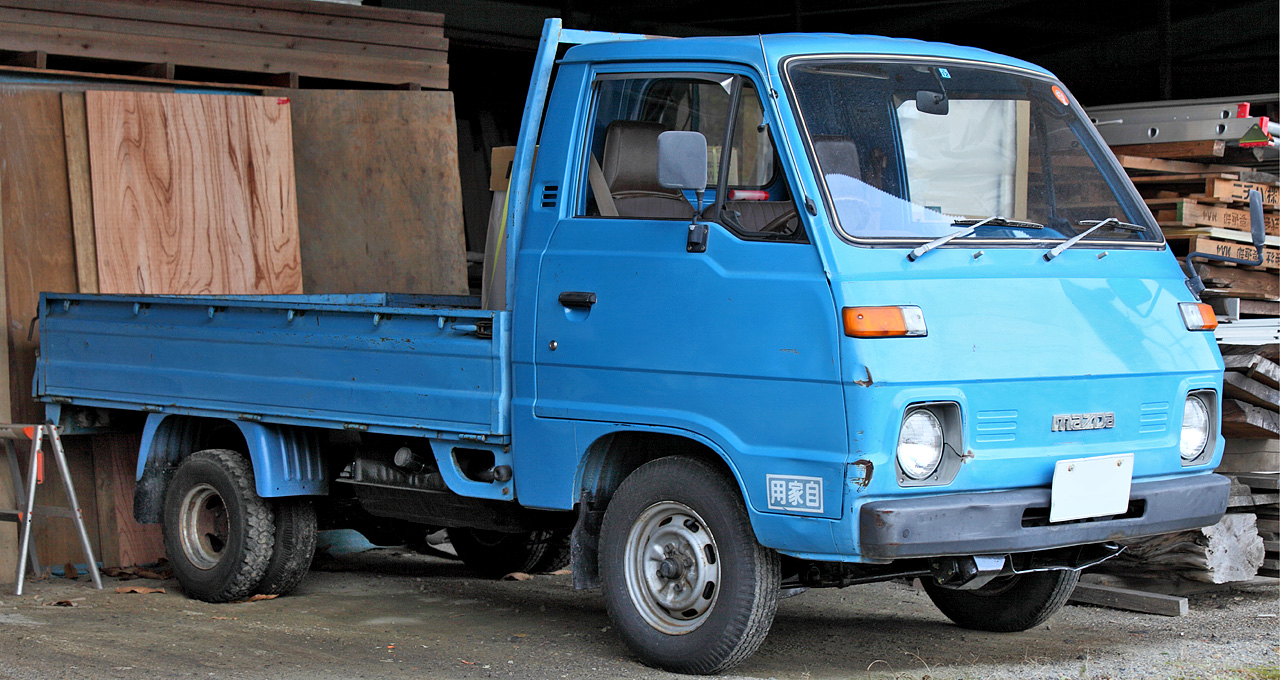
봉고 트럭 정측면

본래는 개발이 중단된 차량이었으나, 자사의 스포츠카인 코스모가 잘 팔렸던 덕분에 개발을 재개하기로 결정해 1977년 9월에 트럭이 먼저 출시되었다. 이전 모델과는 다르게 적재성과 하역성이 좋은 프론트 엔진 후륜구동 방식으로 변경되었으며, 리어 타이어를 소형 복륜화하여 적재함 베드의 휠하우스를 없앴다. 1978년 1월에는 소형 복륜에 의해 보다 평평한 플로어를 갖춘 봉고 멀티 밴과 봉고 와이드 로우 더블캡이 추가되었는데, 밴의 경우 적재량(600kg & 850kg)에 따라 두 종류의 휠베이스로 구성되었다. 동년 10월에는 멀티 왜건도 등장하였는데, 롱바디 사양은 4열 시트를 적용하여 최대 10인까지 탑승할 수 있었다. 1979년 7월에는 마쓰다 오토점 전용 파생 모델인 봉고 본디가 발매되었다. 동년 10월에는 동급 최초로 디젤 엔진을 적용하였는데, 퍼킨스와 기술 제휴를 통해 도입한 S2 엔진을 적용하였다. 1년 뒤인 1980년에는 멀티 왜건에 2.2L 디젤 엔진을 적용한 사양을 추가하였다. 1981년에 마이너체인지를 거쳤으며, 사각형 디자인의 전조등을 적용하고 계기판과 밴 및 왜건 사양의 후면부 디자인을 변경하였다. 그리고 전동 선루프, 회전 시트를 적용한 상급 모델인 웨스트코스트 사양을 추가하였다. 한편 파생 모델인 봉고 본디도 마이너체인지를 거쳤는데, 봉고와는 다른 디자인의 그릴을 적용하였다. 2세대 봉고는 당시 운영에 어려움을 겪고 있던 마쓰다의 구세주가 되어 1978년부터 1980년까지 마쓰다 딜러의 최다 판매량을 기록하였다. 그렇게 높은 인기를 보인 덕분에 일부 지역에서는 승합차 전반을 가리켜 봉고라고 지칭하는 경우도 생겨났다. 이 세대부터 E 시리즈라는 명칭으로 수출이 시작되었으며, 배기량에 따라 넘버링을 달리하여 판매하였다. 대한민국에서는 기아자동차를 통해 봉고 및 세레스라는 명칭으로 라이센스 생산을 개시하였으며, 기아 봉고 역시 당시 경영에 문제를 겪던 기아자동차를 살려준 구세주로 평가받고 있다. 그리고 일본처럼 모든 승합차를 봉고차라고 부르기 시작하였다. 다만 차이점이 있다면 일본에서는 일부 지역에서만 봉고차라고 부르지만, 대한민국에서는 모든 지역에서 다 사용하고 있다.

## 3세대

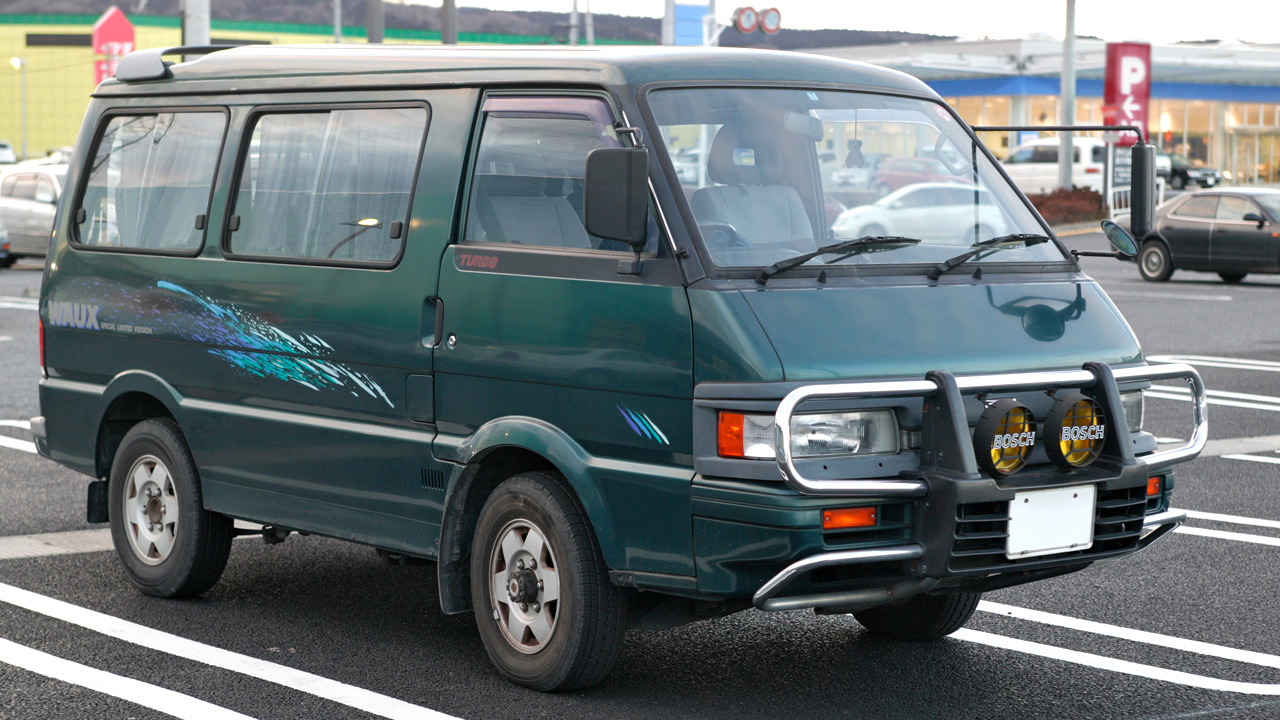
봉고 왜건 정측면

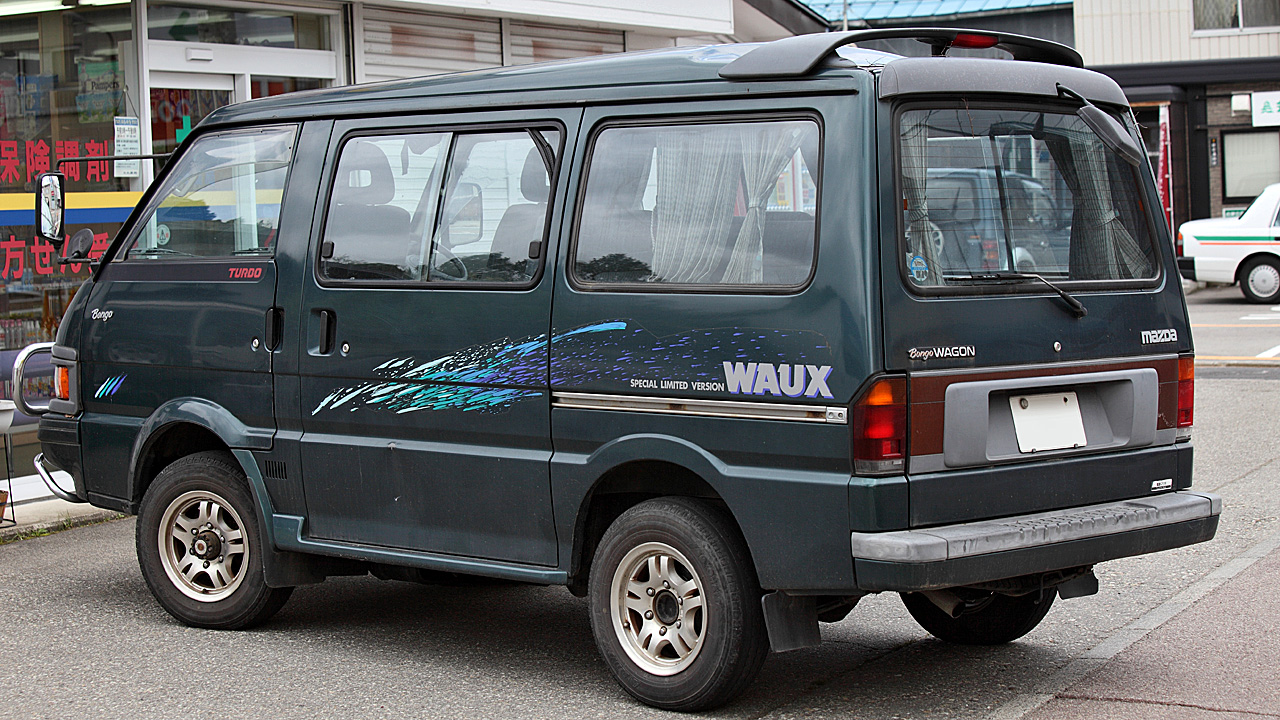
봉고 왜건 후측면

1983년에 원박스카 전용의 SS 플랫폼과 트럭용의 SE 플랫폼으로 세분화하여 출시되었다. 마쓰다와 포드가 신설한 판매채널인 오토라마 점 전용인 승용 사양 스펙트론과 상용 사양 J80의 OEM 공급도 이루어졌다. 이전 모델과 달리 롱바디 사양은 봉고 브로니로 이관되었으며, 일부 사양을 제외하고는 전후 타이어가 같은 사이즈가 되었다. 이 세대부터 내수용 한정으로 전륜에 디스크 브레이크를 적용하였으며, 편의 장비를 이전 세대보다 더욱 충실하게 적용하고 상급 모델에는 파워 스티어링과 파워윈도우를 추가하였다. 냉각 장치도 이전의 냉각 전용 쿨러 대신 히터가 포함된 에어컨으로 변경하였다. 1984년 11월에 4륜구동이 추가되었고, 왜건은 후륜 더블 타이어 사양이 삭제되었다. 1986년에 마이너체인지를 하였으며, 왜건에 2L 가솔린 엔진이 적용되었다. 1987년에 밴과 트럭 사양이 일부 개선되었다. 파워 스티어링, 3점식 앞좌석 안전벨트와 밴 사양 한정으로 리어 와이퍼가 기본으로 적용되었다. 1989년에는 왜건 4WD 차량의 2.2L 디젤 엔진이 2.0L 터보 디젤로 변경되었으며, 왜건 4WD에 최상급 등급 LIMITED 추가되었다. 1990년에는 새로 개설한 브랜드인 유노스의 전용 모델인 유노스 카고 왜건이 판매되었다. 1994년에는 닛산자동차에 밴과 트럭 사양을 바네트로 공급하였으며, 동시에 닛산에서 AD 왜건/밴을 공급받아 패밀리아 왜건/밴으로 판매하였다. 1995년에 왜건 사양의 후속 차종인 봉고 프렌디가 출시됨에 따라 봉고 왜건과 봉고 브로니 왜건이 통합되었고, 기존 차종은 병행판매되었다. 그리고 일부 사양의 변경이 이루어졌다. 1996년에 트럭과 밴이 페이스리프트를 거쳤으며, 1997년에 현재의 마쓰다 로고를 적용하였다. 1999년에 4세대의 출시로 단종되었다. 

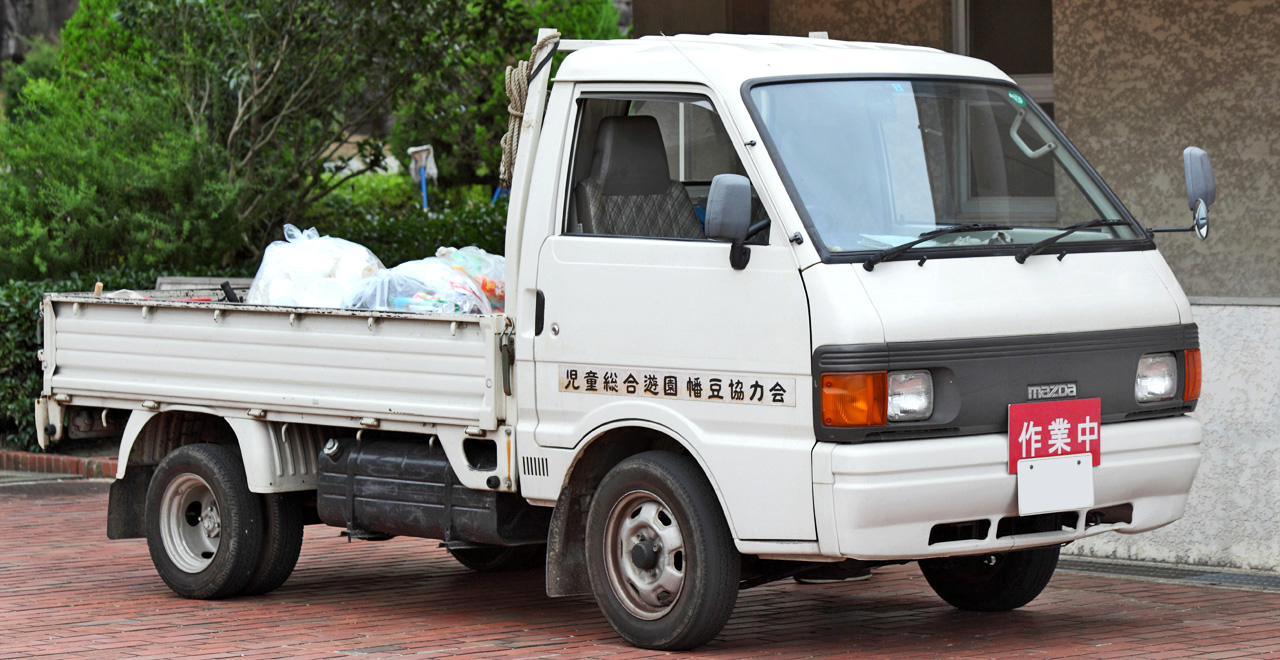
봉고 트럭 정측면
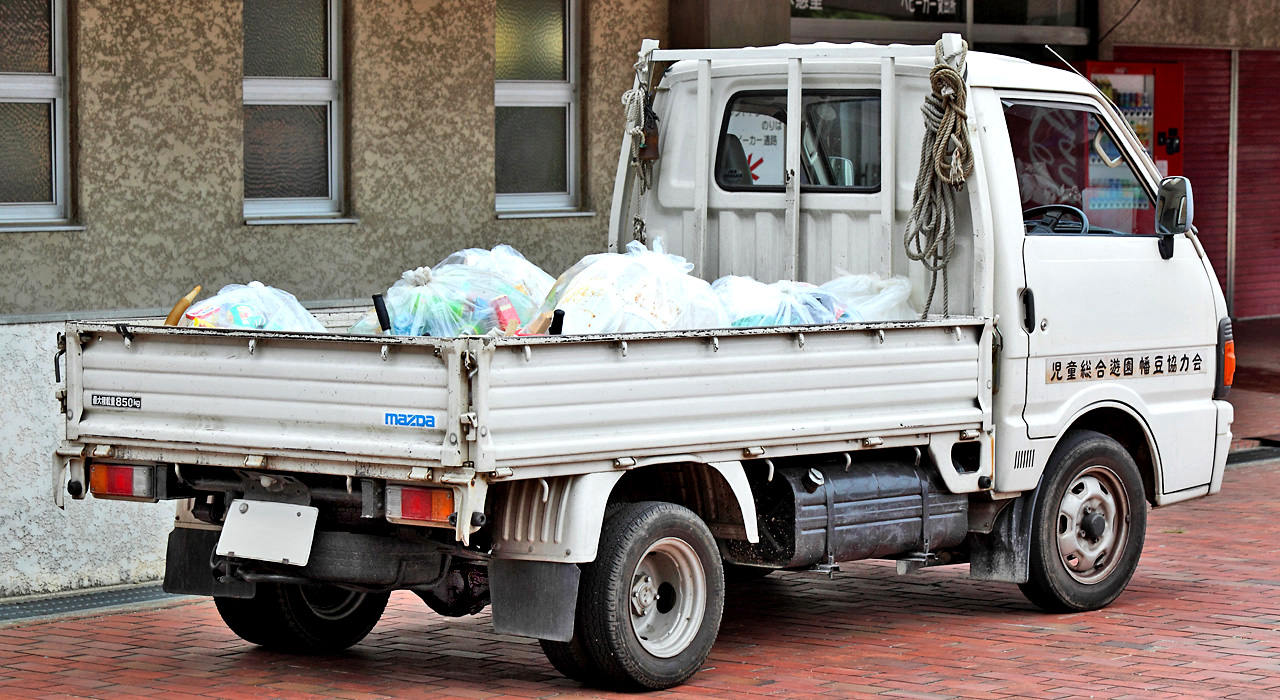
봉고 트럭 후측면

## 4세대

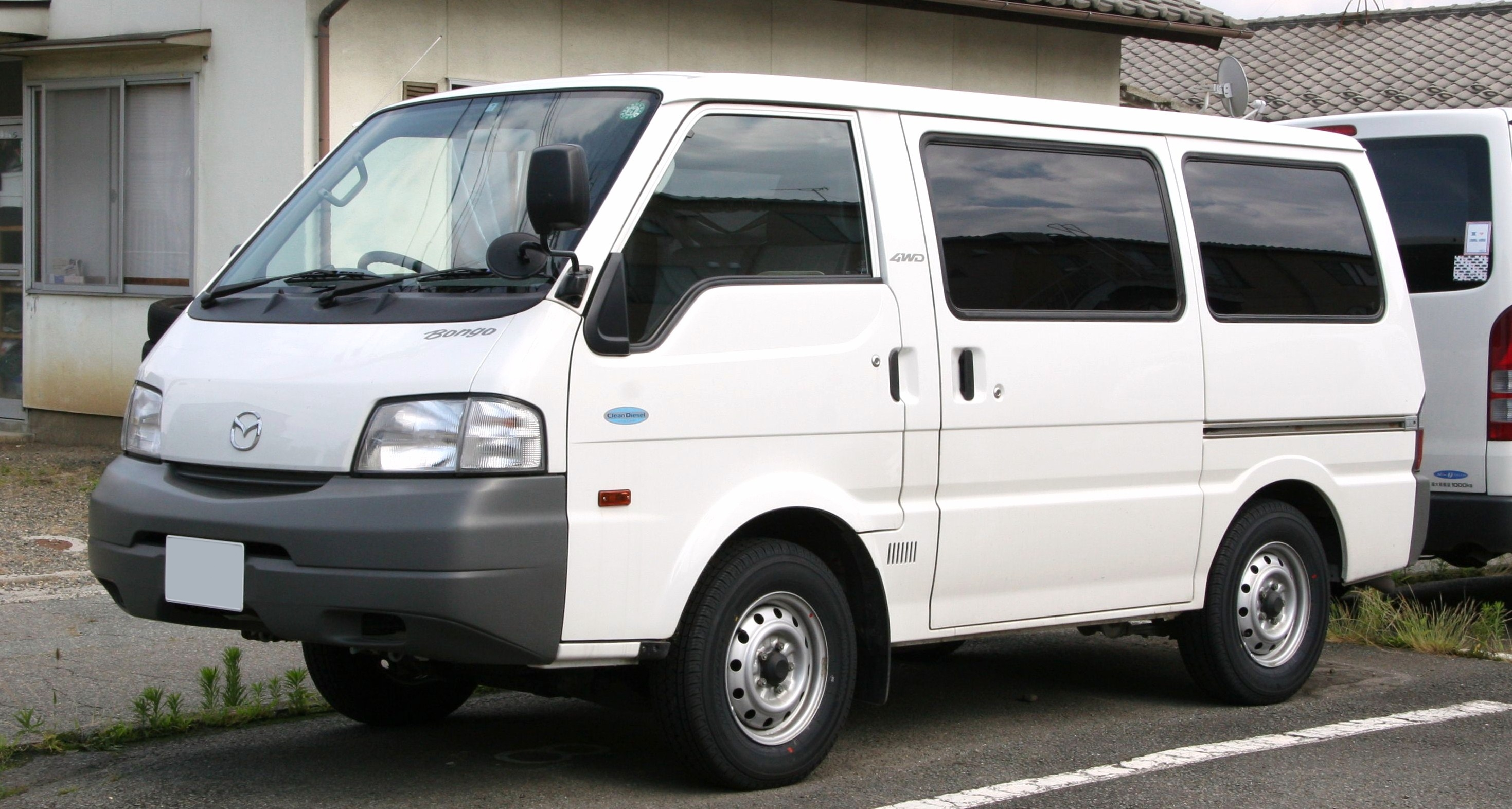
마쓰다 봉고 정측면

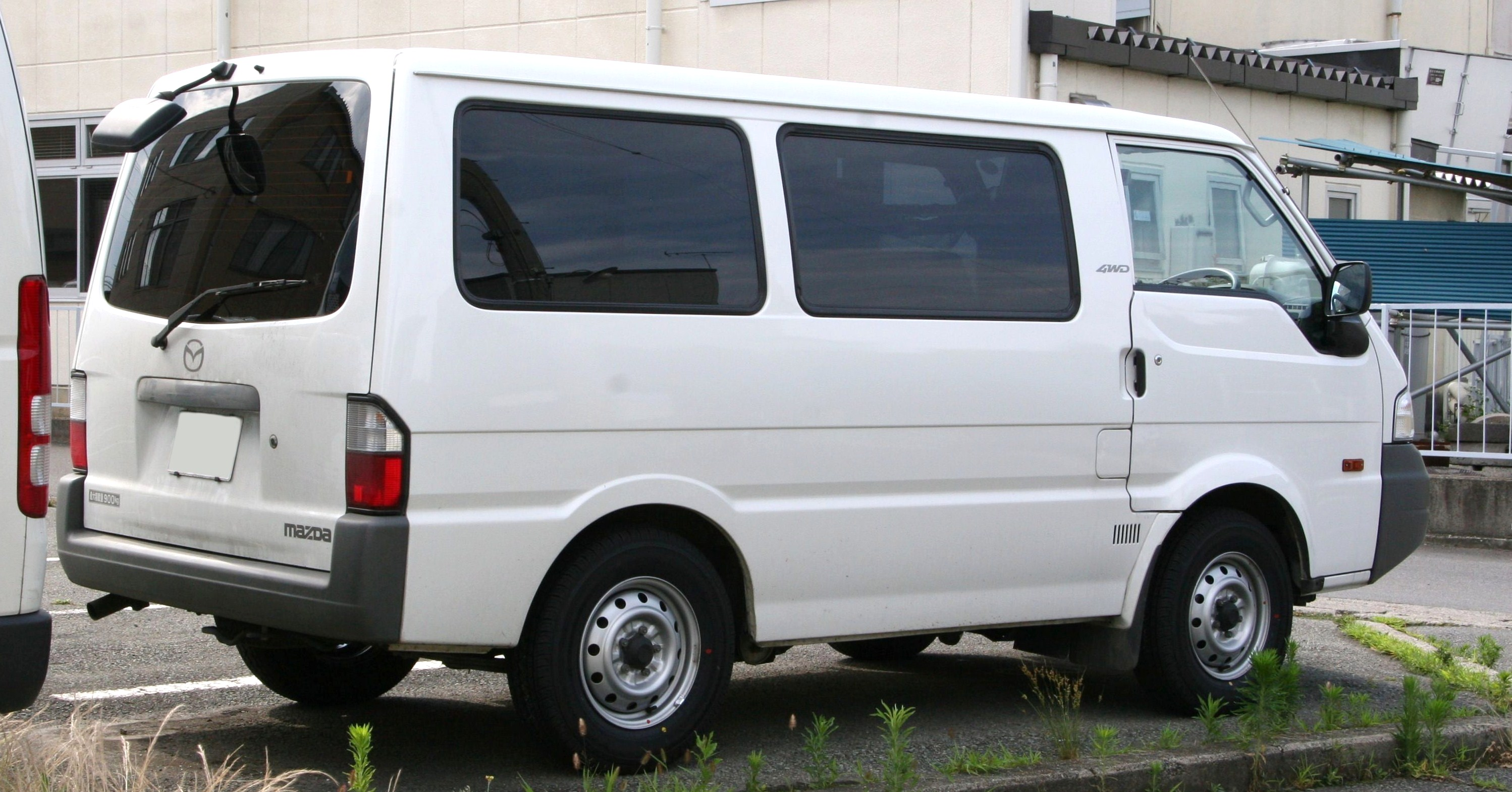
마쓰다 봉고 후측면

1999년 6월 17일 출시되었다. 플랫폼은 3세대 봉고의 SS/SE 플랫폼을 기반으로 개발한 SK 플랫폼을 채용하였다. 당시 마쓰다의 경영 악화로 인해 개발 비용 절감의 목소리가 높아져서, 3세대의 대부분의 설계를 답습하여 설계 비용을 줄여 개발하였다. 그래서 사실상 대규모 마이너체인지나 다름없지만 운수성(현 국토교통성)에서 신형 차량으로 인가를 받았기 때문에 법률적으로는 모델 체인지이다. 동년 11월에 미쓰비시자동차공업에 델리카라는 명칭으로 공급을 개시하였다. 2003년 8월에 프레스 공업 오노미치 공장에서 트럭 모델의 위탁 생산을 개시하였고, 12월에 배기가스 규제에 대응하는 엔진 개량이 이루어졌다. 2005년에는 등화규제를 충족하기 위해 일부 조명을 변경하였으며, 2006년에 호주 수출용 E1800의 생산이 중단되었다. 2007년 디젤 파티큘레이트 필터를 적용하여 신장기 규제에 대응하였고, 트럭에 파워 윈도우와 파워 도어락을 기본 적용하였다. 2009년 5월에 닛산 NV200 바네트의 출시에 따라, 바네트 밴 2WD 가솔린 모델의 공급을 중단했다. 2010년 8월에 일부 개량을 거쳤으며, 2011년에 뉴질랜드 수출용 E1800을 생산을 중단하였다. 또 동년 10월에는 델리카 밴이 NV200 바네트 기반으로 풀체인지됨에 따라 미쓰비시자동차공업의 OEM 공급이 종료되었다. 2012년 3월 24일에 마쓰다에서 자사의 상용차 개발을 완전히 중단하겠다고 발표하였고, 일부 개량을 더 거쳤다. 2015년에 닛산자동차의 OEM 공급을 중단하였고, 2016년에는 마이너체인지를 한번 더 거쳤다. 동년 6월 30일에 OEM 모델인 바네트 트럭이, 2017년 6월에는 바네트 밴도 판매가 중단되었다. 2020년 5월 13일에 밴이 단종되었고, 동년 8월 31일에는 트럭이 오노미치 공장에서 생산이 중단됨에 따라 완전히 단종되었다. 이에 따라 자사 생산으로써의 봉고는 54년만에 막을 내리게 되었다. 

## 5세대

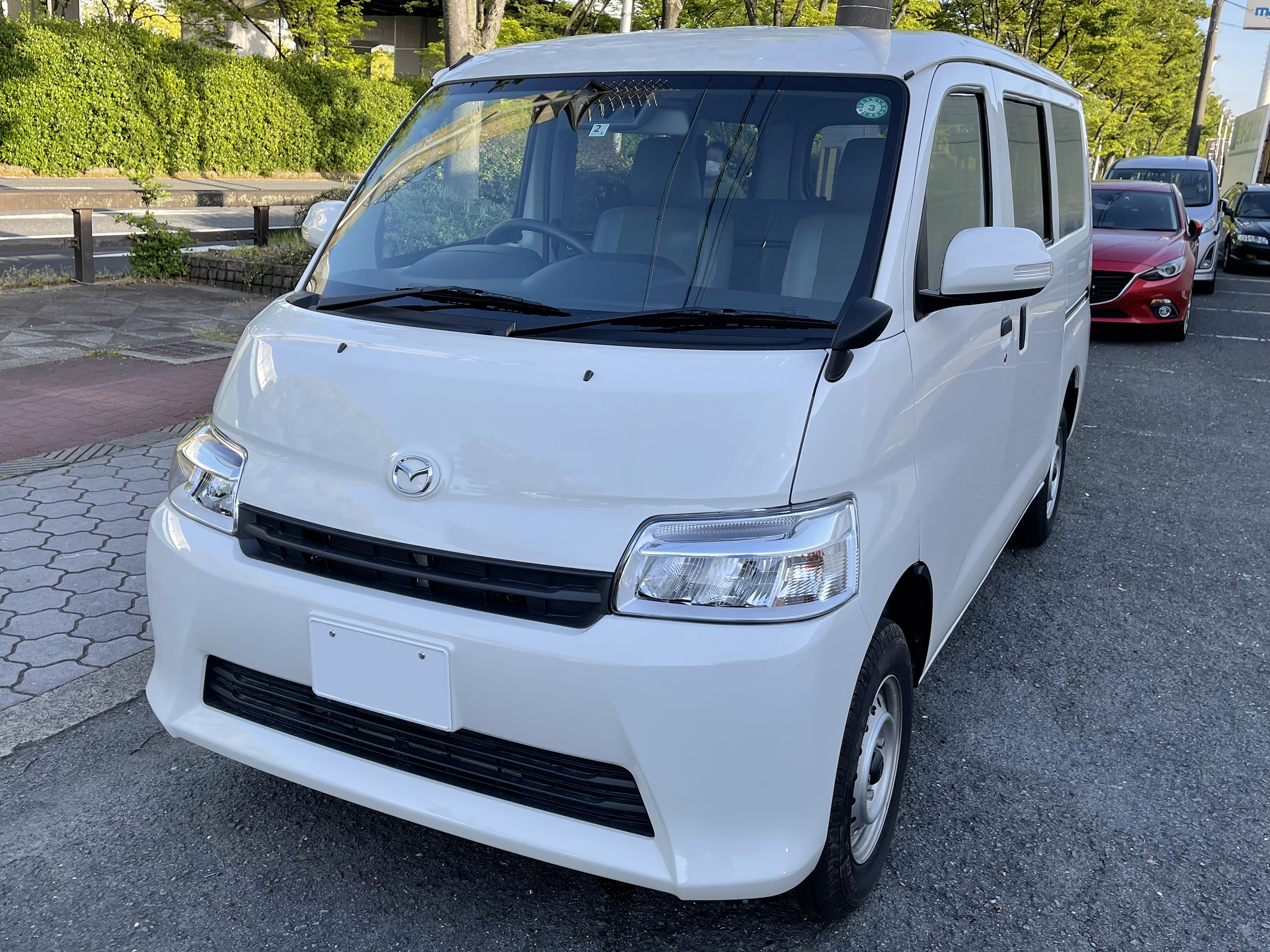
마쓰다 봉고 정측면

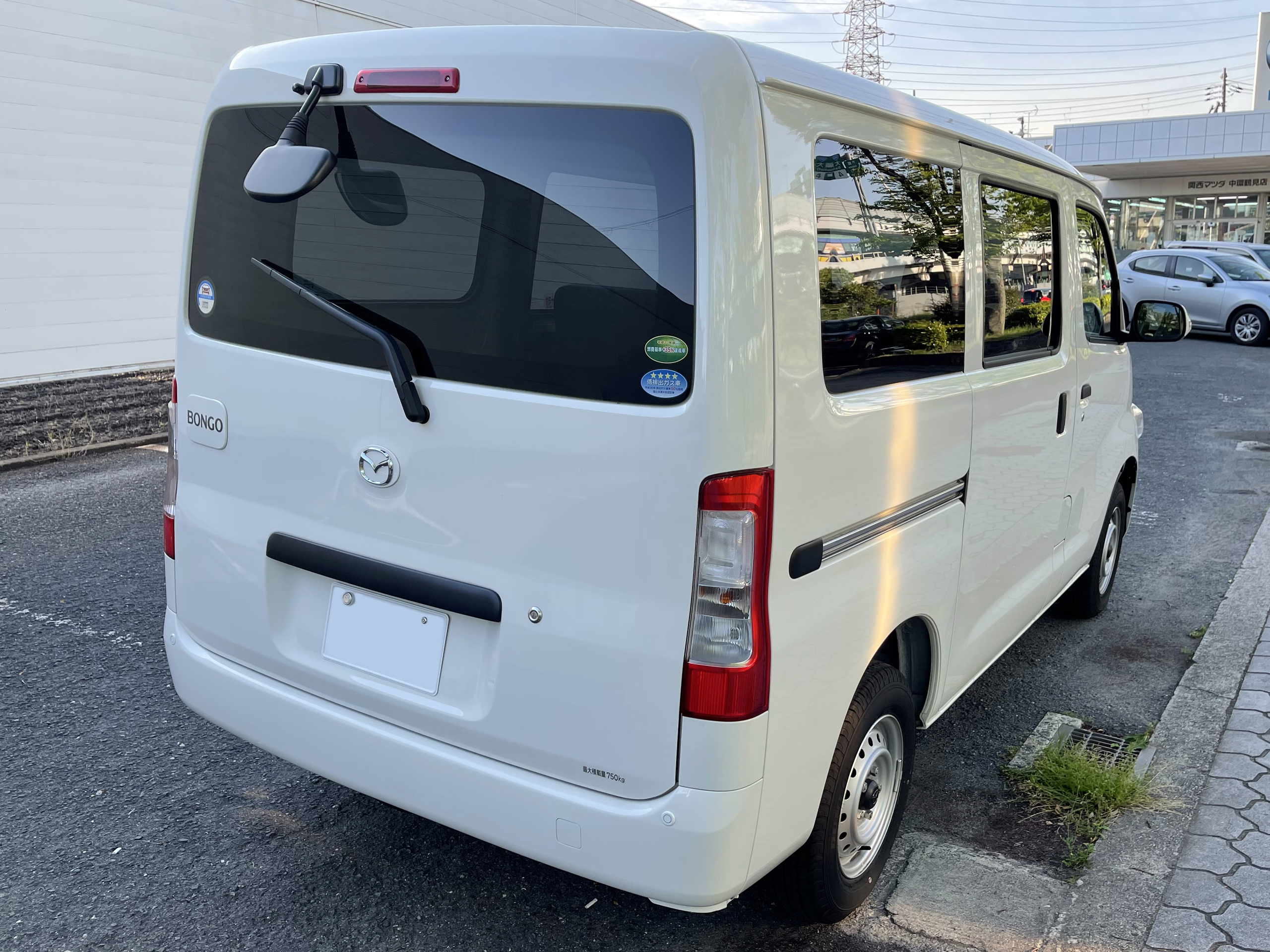
마쓰다 봉고 후측면

2020년 7월 17일에 공개되었고, 마쓰다와 토요타의 자본제휴에 따라 다이하츠의 그란 맥스를 OEM 공급받게 되었다. 따라서 토요타 타운에이스와 형제차 관계에 있으며, 생산도 인도네시아의 현지 공장에서 이루어져 역수입된다. 전 세대에 비해 안전 성능도 강화되었고, 배기량은 1.5L로 줄어들었다. 사양은 트럭과 밴 모두 STD와 DX로 구성되었다.

## 봉고 브로니

### 1세대

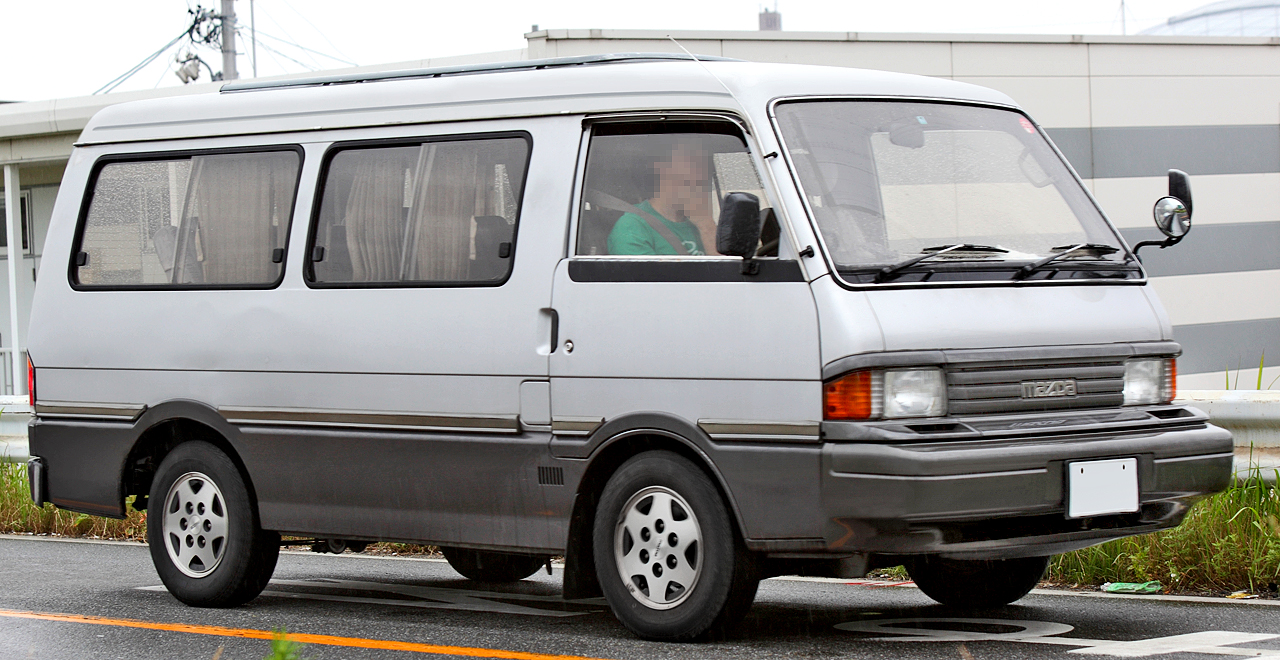
봉고 브로니 왜건

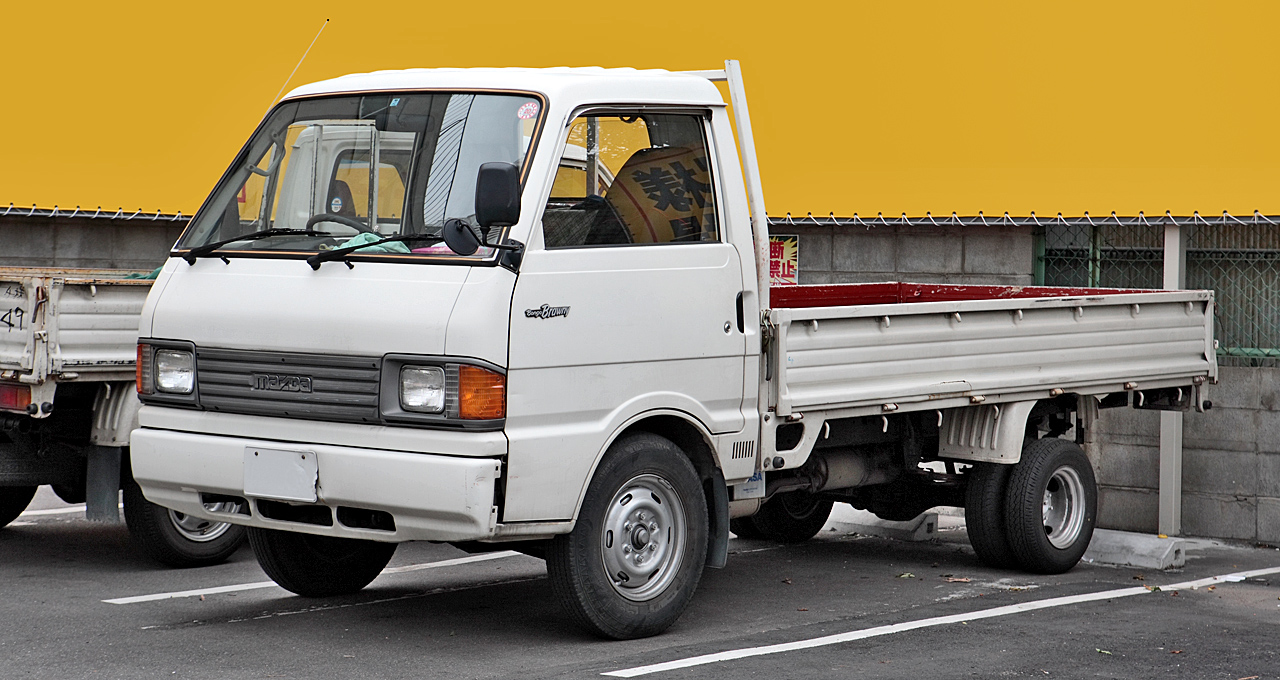
봉고 브로니 트럭

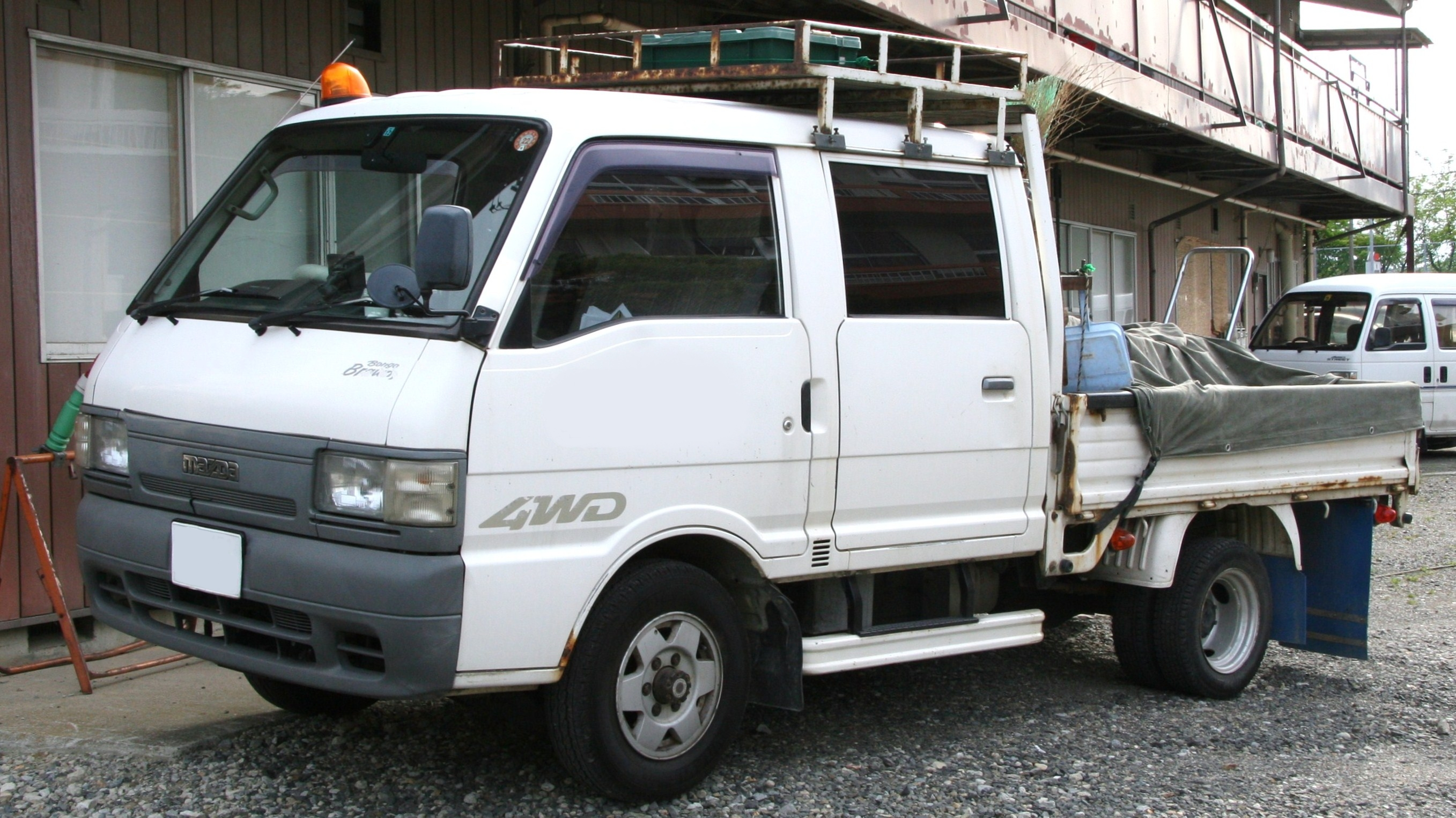
봉고 브로니 트럭 더블캡

1983년 6월에 풀체인지를 앞두고 있던 봉고의 롱바디 사양으로 선행 발표되었고, 플랫폼은 3세대 봉고의 SS/SE 플랫폼을 기반으로 개발되었는데, 왜건 및 밴은 SR 플랫폼을, 트럭은 SD 플랫폼을 적용하였다. 파워 스티어링이 기본으로 적용되었다. 포드에 J100(일본 오토라마점) 및 이코노밴 맥시(해외)로 OEM 공급하였다. 왜건은 스펙트럼 스페이서로 공급되었으며, 해외 시장 위주로 판매되었다. 1985년에 밴 롱바디에 4WD 모델이 추가되었고, 2.0L 가솔린 엔진이 탑재된다. 1987년에 밴의 4WD 모델에 디젤 엔진이 추가되었고, 3점식 안전벨트와 밴, 왜건 한정으로 리어 와이퍼를 기본 적용하였다. 1990년에 연식변경을 거쳤고, 1992년에 밴 2WD 사양에 3.0L 디젤 엔진과 최상급 모델 GL 슈퍼를 추가하였다. 1994년 12월 왜건의 생산이 종료되었으며, 재고 차량만 판매되었다. 그리고 1995년 6월 봉고 프렌디의 등장에 따라 완전히 폐지되었다. 1997년 4월에 트럭이 생산 종료되었고, 동년 5월에 페이스리프트를 거쳤다. 동년 11월에 현행 마쓰다 로고로 변경되었고, 1999년에 단종되었다. 대한민국에서는 기아자동차가 베스타/봉고 트럭이라는 명칭으로 각각 1986년과 1989년에 라이센스 생산하였다. 또한 아시아자동차에서도 1987년부터 토픽으로 라이센스 생산하였는데, 기존 브로니와는 다르게 전장을 5미터 이상 늘린 것이 특징이었다.

### 2세대

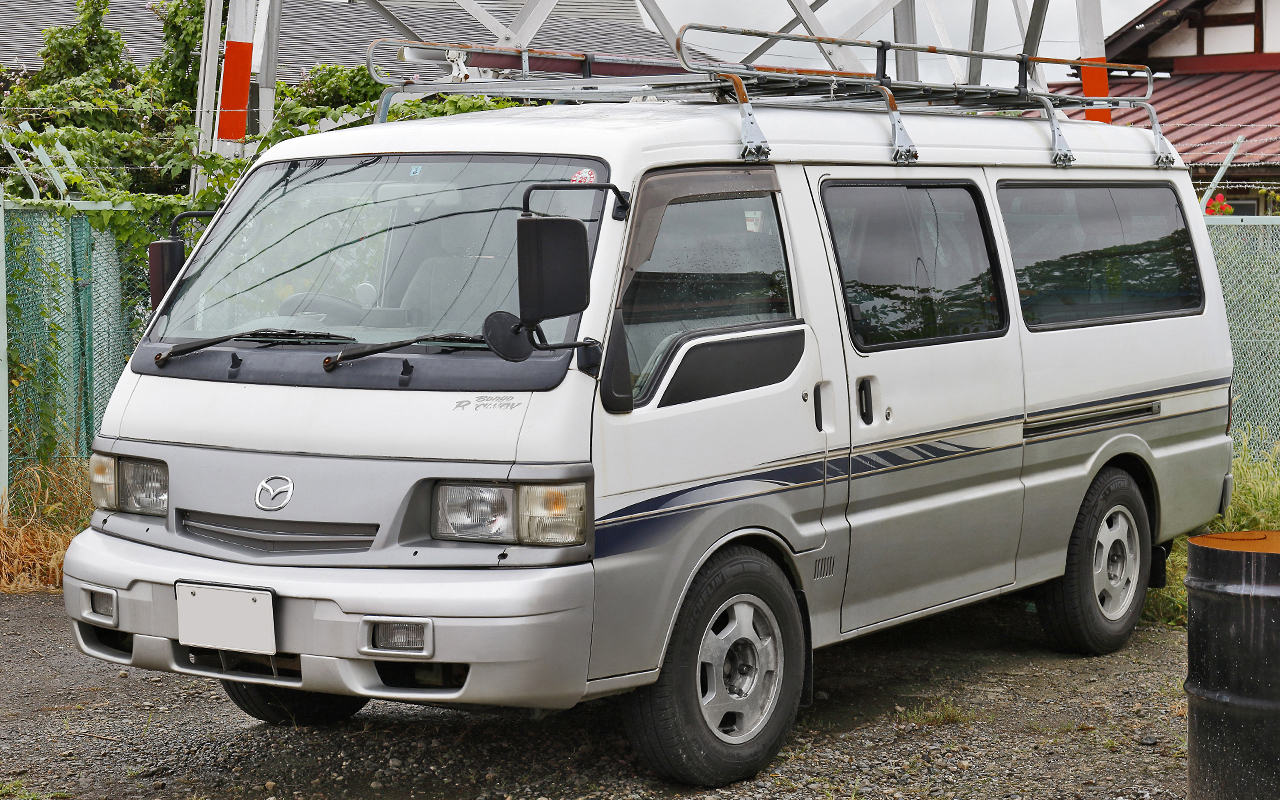
봉고 브로니

1999년 6월에 출시되었으며, 이전의 SR 플랫폼을 기반으로 개발한 SK 플랫폼을 탑재하였다. 휠베이스는 기본형 2,400mm, 롱바디는 2,600m로 늘려 이전보다 화물실 길이를 확장시켰다. 그래서 최대적재량도 1,250kg으로 늘어남에 따라 토요타 하이에이스와 닛산 캐러밴과도 견줄 수 있는 수치가 되었다. GL 슈퍼 사양의 경우 대형 프런트 범퍼를 적용하여 모델 중 유일한 1넘버 차량이 되었다. 프런트 도어나 밴의 트렁크 등 대형 부품을 4세대 봉고와 준하게 했으며, 프론트 가니쉬는 매우 얕은 몰드이면서 당시 마쓰다 차의 공통된 디자인이었던 5각형 그릴을 본뜬 것을 적용하고 프론트 범퍼도 그에 맞게 모양이 변경되었다. 그러나 봉고와 달리 GL슈퍼를 제외하고는 외관의 인상은 선대보다 크게 변하지 않았다. 동년 11월에 미쓰비시자동차공업에 델리카 카고라는 명칭으로 OEM 공급을 개시했고, 하지만 같은 OEM 계약선을 맺고 있었던 닛산에는 캐러밴과의 중복을 이유로 공급이 이루어지지 않았다. 2000년 10월에 타이탄의 1톤 모델이 등장하면서 트럭 모델이 출시 1년만에 단종되었다. 2004년 12월에는 디젤 엔진이 자연흡기 방식의 WL형 2.5L 엔진 대신 산화 촉매를 장비한 2.0L 커먼레일 디젤 터보의 RF-CDT형으로 변경되었다.  2005년 11월에 등화기 규제에 따라 일부 조명을 변경하였고, 2006년에 호주 수출용 E2000의 생산이 종료되었다. 2007년 8월에 디젤 상용차 신장기 배출가스 규제를 통과하였고, 4WD와 GL 슈퍼가 삭제되었다. 2010년에 마이너체인지를 거친 봉고와는 다르게 기본 설계의 노후화로 인해 단종되었으며, 미쓰비시로의 OEM 공급도 종료되었다. 그렇게 자사 생산 27년 역사의 막을 내리고, 마쓰다의 홈페이지에서도 한동안 사라졌다.

### 3세대
2019년 약 8년 8개월간의 공백기 이후에 출시되었으며, 마쓰다의 상용차 개발 중단 발표에 따라 기존 모델과는 다르게 토요타에서 하이에이스를 OEM 공급받아 판매한다. 색상은 하이에이스와는 다르게 화이트와 실버 마이카 메탈릭만 선택이 가능하다.

## 봉고 프렌디

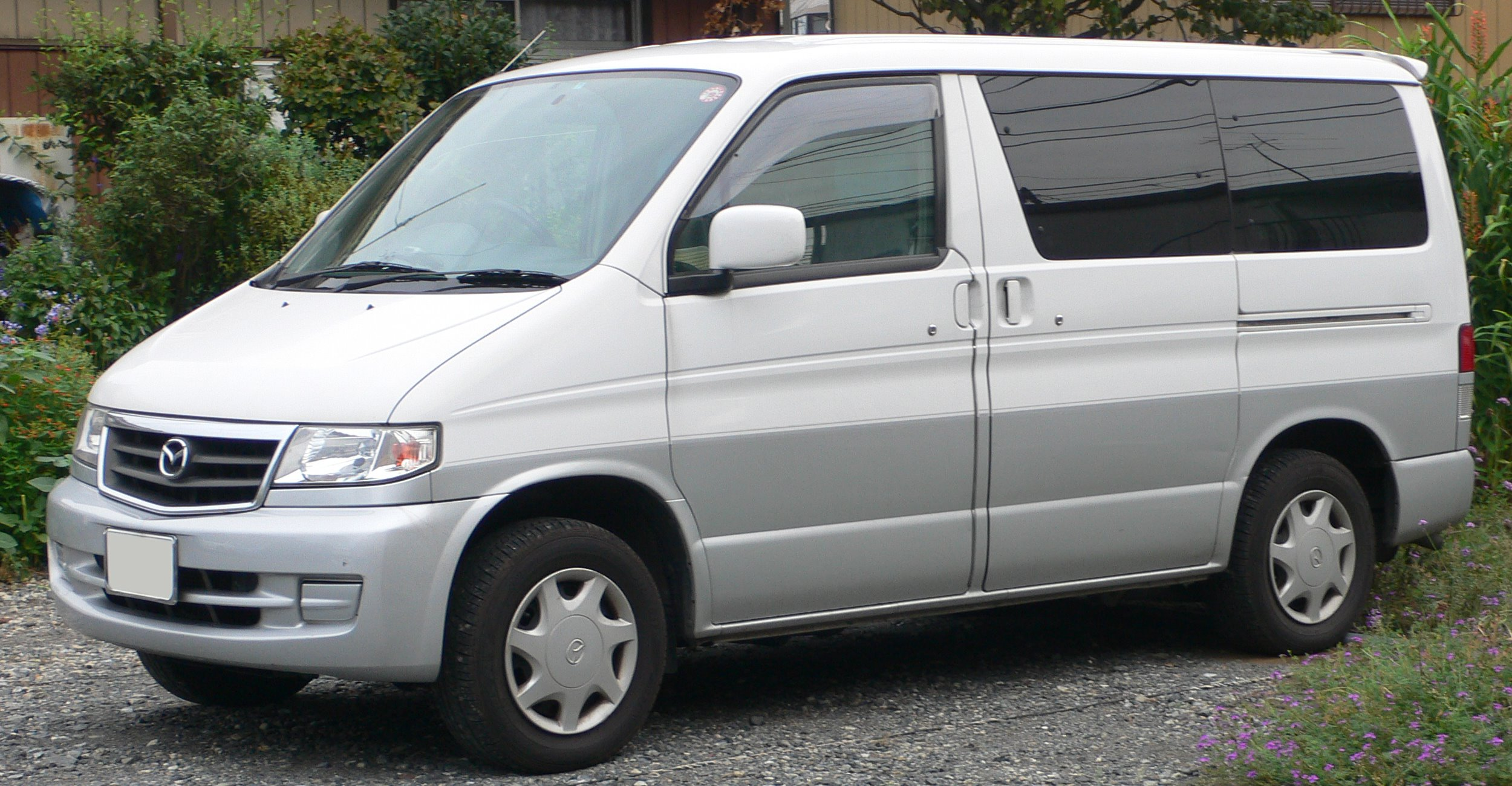
봉고 프렌디

## 같이 보기
- 마쓰다
- 닛산 바네트
- 미쓰비시 델리카
- 기아 봉고
- 기아 베스타
- 아시아 토픽
- 토요타 하이에이스